# Bradypodion nemorale
Bradypodion nemorale là một loài thằn lằn trong họ Chamaeleonidae. Loài này được Raw mô tả khoa học đầu tiên năm 1978.